# 鄭景斗

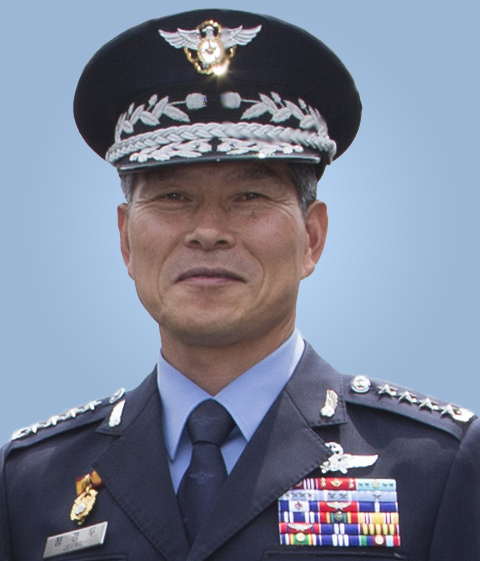
空軍参謀総長当時の鄭景斗

鄭 景斗（チョン・ギョンドゥ、정경두）は、大韓民国の空軍軍人、政治家。第35代空軍参謀総長、第40代合同参謀議長、第46代国防部長官。最終階級は空軍大将。
職種は飛行（戦闘機操縦士）。日本の航空自衛隊幹部学校に留学の経験がある。第35代空軍参謀総長を経て、2017年8月20日より第40代合同参謀議長に就任し、韓国国軍最高位の軍人となった。海軍出身の宋永武国防長官と共に、韓国軍創設以来初めて非陸軍出身者が制服組トップ・国防相の2大要職をすべて占めた。2018年8月の内閣改造にて宋永武の後任となる国防長官に指名された。国会の人事聴聞会を経て、同年9月21日、第46代国防部長官に就任した。

## 学歴
- 1978年：慶尚南道晋州市における大亜高等学校卒業[11]
- 1982年：韓国空軍士官学校30期卒業[11]
- 1995年：日本航空自衛隊幹部学校指揮幕僚課程（CSC）修了[11]
- 2002年：韓南大学校経営学碩士修了[11]
- 2005年：日本航空自衛隊幹部学校幹部高級課程（AWC）修了[11]
- 2012年：忠南大学校平和安保大学院高位政策課程修了[11]

## 軍歴
- 1982年：大韓民国空軍に入隊。
- 2002年：国防部戦力計画担当官室[4]
- 2004年12月：大佐昇進[1]
- 2006年12月：空軍本部戦力所要処長[1]
- 2008年12月：空軍士官学校生徒隊長[11]
- 2009年4月：准将昇進[1]
- 2009年11月：第1戦闘飛行団長[11]
- 2011年5月：国防部鶏龍台勤務支援団長[11]

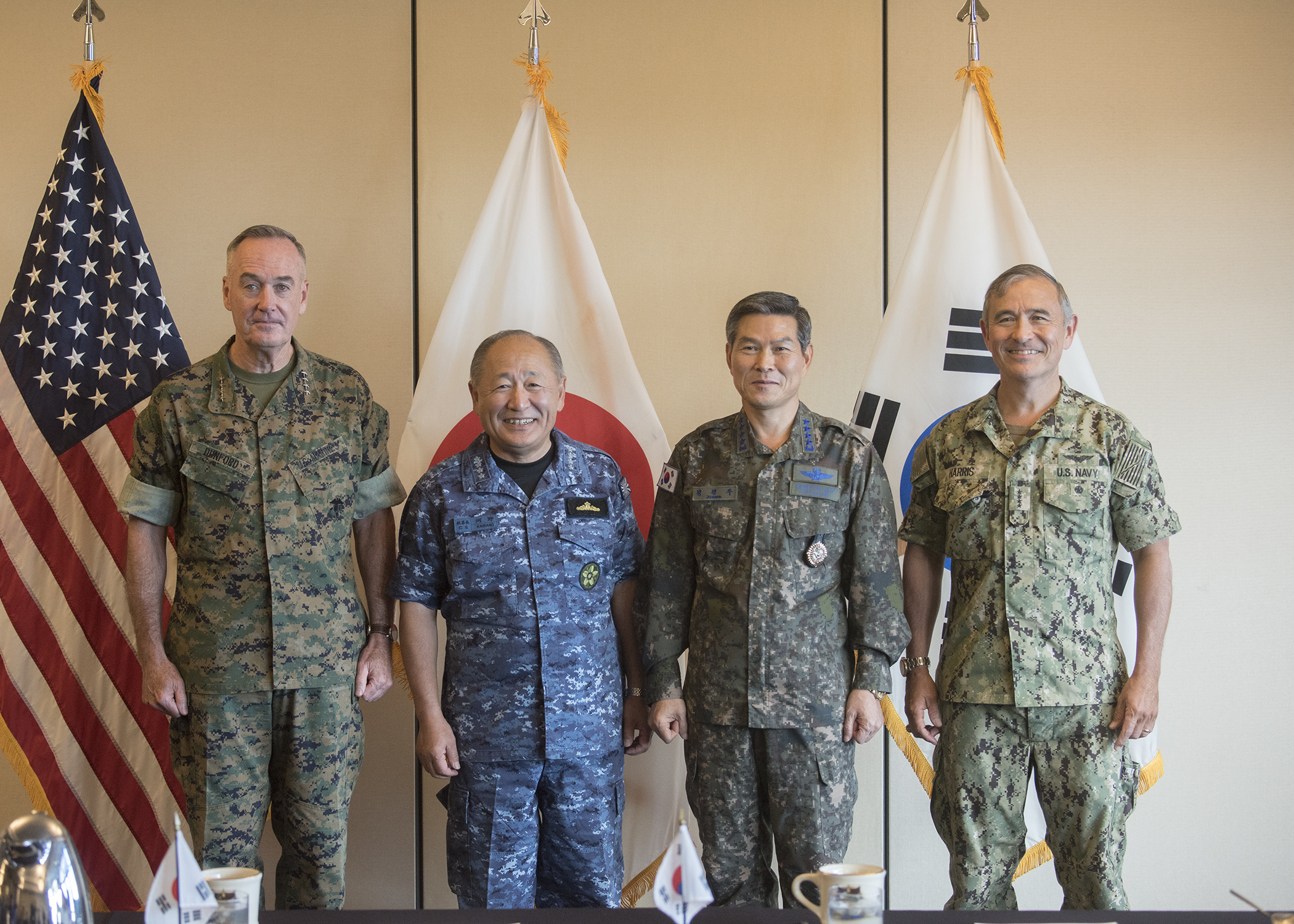
2017年10月29日、日本統合幕僚長河野克俊海将、米統合参謀本部議長ジョセフ・ダンフォード海兵大将、米太平洋軍司令官ハリー・B・ハリス海軍大将とともに

- 2011年11月：少将昇進[1]、空軍本部戦略企画参謀本部長[11]
- 2013年4月：南部戦闘司令官[11]
- 2014年4月：中将昇進[1]、空軍参謀次長[11]
- 2015年4月：合同参謀本部戦略企画本部長[11]
- 2015年9月：大将昇進[1]、空軍参謀総長[11]
- 2017年8月：合同参謀議長[11]
- 2018年8月：国防長官（指名）[7][8]
- 2018年9月：国防長官に就任[9]

## 発言

### 韓国海軍レーダー照射問題
2018年に発生した韓国海軍レーダー照射問題を受けて、韓国国防部は日本側から低空飛行による威嚇を4回受けた主張。これに沿って2019年1月26日、鄭景斗は釜山海軍作戦司令部を訪問した際に威嚇飛行を取り上げた上で、「日本は威嚇を認めるどころか、韓国海軍によるレーダー照射を主張し韓国側に謝罪を求めている。これは友好国に対する非常識な言動だ」と非難した。

### GSOMIA（日韓秘密軍事情報保護協定）関連
2019年8月19日、日韓関係が悪化する中に来韓したマーク・エスパー、アメリカ合衆国国防長官と会談。エスパーは、来韓する前に日韓秘密軍事情報保護協定の継続の重要性、必要性についてコメントしていたが、鄭景斗は会談の冒頭から日本政府による韓国向け輸出管理（キャッチオール規制）の厳格化措置について批判し、意見を噛合わせることはなかった。同年8月22日、韓国政府は日韓秘密軍事情報保護協定の破棄を発表した。
2019年9月5日、韓国国会予算決算特別委員会全体会議の中で、日韓秘密軍事情報包括保護協定に触れ、「リアルタイムの軍事的効用価値はない」と評価した。
2019年11月17日、訪問先のバンコクで河野太郎防衛大臣と日韓秘密軍事情報包括保護協定に関する会談を行ったが平行線をたどった。会談後の記者会見では「日本の輸出規制措置で、安全保障上の信頼が損なわれたので、協定終了を決めるほかなかった」と語っている。